# Štirovke
Štirovke (ščirovine, šćirovi, lat. Amaranthaceae), biljna porodica iz reda Caryophyllales ili klinčićolike. Najpoznatiji rod među njima je Amaranthus (amarant), biljka koja je starim američkim Indijancima služila kao žitarica. Porodici pripada 178 rodova s ukupno 2.052 priznate vrste, od čega rodu Amaranthus (štirevi, ščirevi, šćirevi) 105. 
Amarant ili šćir je poznat i pod nazivom rumenika. U Europi se rijetko koristi u prehrani, a u Hrvatskoj se kao žitarica može naći samo u nekim prodavaonicama zdrave hrane. najčešće uzgojene vrste su Amaranthus cruentus, Amaranthus hypochondriacus i Amaranthus caudatus.

## Opis
Amaranthaceae, su porodica cvjetnica amaranta (red Caryophyllales), s oko 175 rodova i više od 2500 vrsta, uglavnom zeljastih biljaka i grmova, rasprostranjenih gotovo diljem svijeta. Brojne vrste, uključujući ciklu i kvinoju, važne su prehrambene kulture, a neke se uzgajaju kao ukrasne biljke u vrtu.

### Fizički opis
Članovi porodice mogu biti jednogodišnje ili višegodišnje biljke i obično rastu na slanom tlu. Jednostavni listovi ponekad su sočni ili dlakavi i obično su naizmjenično raspoređeni duž stabljike. Stabljike, korijenje, lišće ili cvjetovi mnogih vrsta crvene su boje zbog prisutnosti karakterističnih betalainskih pigmenata. Mali cvjetovi mogu biti dvospolni ili jednospolni i često se nalaze u gustim klasovima; nekoliko lisnatih brakteja obično je prisutno ispod svakog cvijeta. Plod može biti čahura, oraščić, koštunica ili bobica. Mnoge vrste u porodici su C4 biljke, što znači da fotosintetiziraju posebnim mehanizmom fiksacije ugljika; porodica predstavlja najveću zbirku biljaka s tim fotosintetskim putem.

### Glavni rodovi i vrste
Uobičajeni vrtni ukrasi u porodici uključuju vrste semprica (Gomphrena) i pijetlova krijesta (Celosia); svaki od rodova Alternanthera i Iresine ima nekoliko vrsta koje se uzgajaju u cvjetnjacima zbog atraktivnog i šarenog lišća.
Prehrambene kulture u porodici uključuju različite oblike Beta vulgaris (uključujući vrtnu repu, blitvu, šećernu repu i blitva-wurzel), bijela loboda (Chenopodium album) i špinat (Spinacia oleracea). Neke vrste — naime pšenica Inka (Amaranthus caudatus), crveni amarant (A. cruentus) i kvinoja (Chenopodium quinoa) —su visokoproteinske pseudožitarice od interesa za poljoprivredne istraživače. Posebice kvinoja, reklamirana kao zdrava hrana, postala je sve popularnija diljem svijeta tijekom ranog 21. stoljeća.
Najveći rod, Amaranthus, sadrži oko 70 vrsta ljekovitog bilja, uključujući ukrasne A. hybridus i “Josipov kaput” (A. tricolor). Rod također sadrži mnoge korovske biljke poznate kao svinjski korov, osobito oštrodlakavi šćir ili A. retroflexus, “ležeći svinjski korov” (A. graecizans) i “bijeli svinjski korov” (A. albus), koje su uobičajene u pustim područjima diljem Europe i dijelova Amerike.

### Rodovi
1. Familia Amaranthaceae Juss. (2334 spp.)[4]
  1. Subfamilia Amaranthoideae Burnett
    1. Tribus Celosieae Fenzl
      1. Deeringia R. Br. (10 spp.)
      2. Pleuropetalum Hook. fil. (3 spp.)
      3. Henonia Moq. (1 sp.)
      4. Celosia L. (43 spp.)
      5. Hermbstaedtia Rchb. (15 spp.)

    2. Tribus Amarantheae Rchb.
      1. Subtribus Amaranthinae
        1. Bosea L. (4 spp.)
        2. Chamissoa Kunth (3 spp.)
        3. Herbstia Sohmer (1 sp.)
        4. Siamosia K. Larsen & Pedersen (1 sp.)
        5. Allmania R. Br. ex Wight (1 sp.)
        6. Charpentiera Gaudich. (6 spp.)
        7. Indobanalia Henry & B. Roy (1 sp.)
        8. Lagrezia Moq. (13 spp.)
        9. Amaranthus L. (95 spp.)
        10. Digera Forssk. (1 sp.)
        11. Neocentema Schinz (2 spp.)
        12. Pleuropterantha Franch. (3 spp.)

      2. Subtribus Aervinae
        1. Saltia Moq. (1 sp.)
        2. Sericostachys Gilg & Lopr. (1 sp.)
        3. Sericocomopsis Schinz (2 spp.)
        4. Sericocoma Fenzl (2 spp.)
        5. Pseudosericocoma Cavaco (1 sp.)
        6. Cyphocarpa (Fenzl) Lopr. (3 spp.)
        7. Centemopsis Schinz (12 spp.)
        8. Nelsia Schinz (2 spp.)
        9. Sericorema (Hook. fil.) Lopr. (2 spp.)
        10. Centema Hook. fil. (2 spp.)
        11. Eriostylos C. C. Towns. (1 sp.)
        12. Lopriorea Schinz (1 sp.)
        13. Rosifax C. C. Towns. (1 sp.)
        14. Leucosphaera Gilg (1 sp.)
        15. Cyathula Blume (27 spp.)
        16. Allmaniopsis Suess. (1 sp.)
        17. Pupalia Juss. (4 spp.)
        18. Marcelliopsis Schinz (3 spp.)
        19. Dasysphaera Volkens ex Gilg (4 spp.)
        20. Volkensinia Schinz (1 sp.)
        21. Arthraerva (Kuntze) Schinz (1 sp.)
        22. Wadithamnus T. Hammer & R. W. Davis (1 sp.)
        23. Paraerva T. Hammer (2 spp.)
        24. Aerva Forssk. (11 spp.)
        25. Polyrhabda C. C. Towns. (1 sp.)
        26. Trichuriella Bennet (1 sp.)
        27. Nothosaerva Wight (1 sp.)
        28. Nototrichum (Gray) Hillebr. (3 spp.)
        29. Calicorema Hook. fil. (2 spp.)
        30. Chionothrix Hook. fil. (2 spp.)
        31. Stilbanthus Hook. fil. (1 sp.)
        32. Mechowia Schinz (2 spp.)
        33. Nyssanthes R. Br. (4 spp.)
        34. Ptilotus R. Br. (119 spp.)
        35. Psilotrichum Blume (27 spp.)
        36. Psilotrichopsis C. C. Towns. (1 sp.)
        37. Achyranthes L. (22 spp.)
        38. Centrostachys Wall. (1 sp.)
        39. Achyropsis (Moq.) Hook. fil. (6 spp.)
        40. Pandiaka (Moq.) Hook. fil. (13 spp.)

    3. Tribus taksponomska pozicija nepoznata
      1. Lecosia Pedersen (2 spp.)
      2. Omegandra G. J. Leach & C. C. Towns. (1 sp.)

  2. Subfamilia Gomphogynoideae Luerss.
    1. Tribus Pseudoplantageae Covas
      1. Pseudoplantago Suess. (2 spp.)

    2. Tribus Gomphreneae Fenzl
      1. Subtribus Froelichiinae
        1. Guilleminea Kunth (6 spp.)
        2. Tidestromia Standl. (8 spp.)
        3. Froelichia Moench (15 spp.)
        4. Froelichiella R. E. Fr. (1 sp.)
        5. Pfaffia Mart. (33 spp.)
        6. Hebanthodes Pedersen (1 sp.)
        7. Hebanthe Mart. (5 spp.)
        8. Pedersenia Holub (9 spp.)
        9. Alternanthera Forssk. (107 spp.)

      2. Subtribus Gomphreninae
        1. Gomphrena L. (135 spp.)
        2. Pseudogomphrena R. E. Fr. (1 sp.)
        3. Iresine R. Br. (42 spp.)
        4. Quaternella Pedersen (3 spp.)

  3. Subfamilia Betoideae Ulbr.
    1. Acroglochin Schrad. ex Schult. (1 sp.)
    2. Hablitzia M. Bieb. (1 sp.)
    3. Oreobliton Durieu & Moq. (1 sp.)
    4. Aphanisma Nutt. ex Moq. (1 sp.)
    5. Beta L. (15 spp.)

  4. Subfamilia Chenopodioideae Burnett
    1. Tribus Axyrideae G. Kadereit & Sukhor.
      1. Axyris L. (7 spp.)
      2. Krascheninnikovia Gueldenst. (1 sp.)
      3. Ceratocarpus Buxb. ex L. (1 sp.)

    2. Tribus Dysphanieae Pax
      1. Teloxys Moq. (1 sp.)
      2. Neomonolepis Sukhor. (1 sp.)
      3. Suckleya Gray (1 sp.)
      4. Dysphania R. Br. (53 spp.)

    3. Tribus Anserineae Dumort.
      1. Spinacia L. (3 spp.)
      2. Blitum Hill (9 spp.)

    4. Tribus Atripliceae Duby
      1. Lipandra Moq. (1 sp.)
      2. Oxybasis Kar. & Kir. (14 spp.)
      3. Chenopodiastrum S. Fuentes, Uotila & Borsch (11 spp.)
      4. Microgynoecium Hook. fil. (1 sp.)
      5. Proatriplex (W. A. Weber) Stutz & G. L. Chu (1 sp.)
      6. Stutzia E. H. Zacharias (3 spp.)
      7. Archiatriplex G. L. Chu (1 sp.)
      8. Halimione Aellen (3 spp.)
      9. Atriplex L. (271 spp.)
      10. Extriplex E. H. Zacharias (2 spp.)
      11. Exomis Fenzl ex Moq. (2 spp.)
      12. Grayia Hook. & Arn. (4 spp.)
      13. Micromonolepis Ulbr. (1 sp.)
      14. Holmbergia Hicken (1 sp.)
      15. Baolia H. W. Kung & G. L. Chu (1 sp.)
      16. Chenopodium L. (117 spp.)

    5. Tribus Camphorosmeae Endl.
      1. Eokochia Freitag & G. Kadereit (1 sp.)
      2. Spirobassia Freitag & G. Kadereit (1 sp.)
      3. Chenolea Thunb. (2 spp.)
      4. Neokochia (Ulbr.) G. L. Chu & S. C. Sand. (2 spp.)
      5. Sclerolaena R. Br. (63 spp.)
      6. Maireana Moq. (59 spp.)
      7. Eremophea Paul G. Wilson (2 spp.)
      8. Enchylaena R. Br. (2 spp.)
      9. Didymanthus Endl. (1 sp.)
      10. Neobassia A. J. Scott (2 spp.)
      11. Malacocera R. H. Anderson (4 spp.)
      12. Dissocarpus F. Muell. (4 spp.)
      13. Osteocarpum F. Muell. (5 spp.)
      14. Threlkeldia R. Br. (2 spp.)
      15. Stelligera A. J. Scott (1 sp.)
      16. Roycea C. A. Gardner (3 spp.)
      17. Sclerochlamys F. Muell. (1 sp.)
      18. Grubovia Freitag & G. Kadereit (5 spp.)
      19. Camphorosma L. (3 spp.)
      20. Sedobassia Freitag & G. Kadereit (1 sp.)
      21. Bassia All. (20 spp.)

  5. Subfamilia Corispermoideae Raf.
    1. Corispermum B. Juss. ex L. (67 spp.)
    2. Agriophyllum M. Bieb. (7 spp.)
    3. Anthochlamys Fenzl (5 spp.)

  6. Subfamilia Salicornioideae Luerss.
    1. Kalidium Moq. (6 spp.)
    2. Halopeplis Ung.-Sternb. (3 spp.)
    3. Halostachys C. A. Mey. (1 sp.)
    4. Halocnemum M. Bieb. (2 spp.)
    5. Heterostachys Ung.-Sternb. (2 spp.)
    6. Allenrolfea Kuntze (3 spp.)
    7. Arthrocaulon Piirainen & G. Kadereit (3 spp.)
    8. Microcnemum Ung.-Sternb. (1 sp.)
    9. Arthroceras Piirainen & G. Kadereit (1 sp.)
    10. Tecticornia Hook. fil. (46 spp.)
    11. Mangleticornia P. W. Ball, G. Kadereit & Cornejo (1 sp.)
    12. Salicornia L. (59 spp.)

  7. Subfamilia Salsoloideae Raf.
    1. Tribus Suaedeae Moq.
      1. Suaeda Scop. (96 spp.)
      2. Bienertia Bunge ex Boiss. (4 spp.)
      3. Sevada Moq. (1 sp.)
      4. Lagenantha Chiov. (2 spp.)

    2. Tribus Salsoleae Dumort.
      1. Sympegma Bunge (2 spp.)
      2. Kali Mill. (21 spp.)
      3. Traganum Delile (2 spp.)
      4. Traganopsis Maire & Wilczek (1 sp.)
      5. Xylosalsola Tzvelev (6 spp.)
      6. Turania Akhani & Roalson (4 spp.)
      7. Halothamnus Jaub. & Spach (19 spp.)
      8. Oreosalsola Akhani (10 spp.)
      9. Collinosalsola Akhani & Roalson (2 spp.)
      10. Rhaphidophyton Iljin (1 sp.)
      11. Noaea Moq. (4 spp.)
      12. Salsola L. (33 spp.)
      13. Canarosalsola Akhani & Roalson (1 sp.)
      14. Arthrophytum Schrenk (9 spp.)
      15. Haloxylon Bunge (16 spp.)
      16. Halogeton C. A. Mey. (6 spp.)
      17. Cyathobasis Aellen (1 sp.)
      18. Girgensohnia Fenzl (5 spp.)
      19. Horaninowia Fisch. & C. A. Mey. (6 spp.)
      20. Cornulaca Delile (7 spp.)
      21. Nucularia Batt. (1 sp.)
      22. Anabasis L. (30 spp.)

    3. Tribus Caroxyloneae Akhani & Roalson
      1. Caroxylon Thunb. (114 spp.)
      2. Nitrosalsola Tzvelev (23 spp.)
      3. Kaviria Akhani & Roalson (10 spp.)
      4. Nanophyton Less. (8 spp.)
      5. Halocharis Moq. (9 spp.)
      6. Petrosimonia Bunge (12 spp.)
      7. Ofaiston Raf. (1 sp.)
      8. Pyankovia Akhani & Roalson (3 spp.)
      9. Halimocnemis C. A. Mey. (28 spp.)
      10. Piptoptera Bunge (1 sp.)
      11. Halarchon Bunge (1 sp.)
      12. Climacoptera Botsch. (32 spp.)
      13. Physandra Botsch. (1 sp.)

  8. Subfamilia Polycnemoideae Raf.
    1. Tribus Polycnemeae Dumort.
      1. Polycnemum L. (6 spp.)
      2. Nitrophila S. Watson (4 spp.)
      3. Hemichroa R. Br. (1 sp.)
      4. Surreya R. Masson & G. Kadereit (2 spp.)

## Nekadašnje potpotrodice
- Gomphrenoideae
- Suaedoideae

## Vanjske poveznice
Florabase, Amaranthaceae Juss.